# Ptychomitrium fluviatile
Ptychomitrium fluviatile är en bladmossart som beskrevs av Brotherus 1924. Ptychomitrium fluviatile ingår i släktet atlantmossor, och familjen Ptychomitriaceae. Inga underarter finns listade i Catalogue of Life.